# Disguise (album)
Disguise je páté studiové album americké metalcorové skupiny Motionless in White. Vydáno bylo 7. června 2019 u vydavatelství Roadrunner Records. Producenty alba jsou Drew Fulk a Chris „Motionless“ Cerulli. Jedná se o první album kapely s bubeníkem Vinnym Maurem a baskytaristou Justinem Morrowem (ačkoli je uvedeno, že ani jeden z nich na albu nevystupuje). Před začátkem nahrávání ve skupině skončili baskytarista Devin „Ghost“ Sola a klávesista Josh Balz.

## Pozadí alba
Členové v květnu 2018 uvedli, že nové album vyjde v roce 2019, později byl odhalen název. Album bylo vydáno 7. června 2019.
Skladba „Brand New Numb“ se objevila ve videohře NHL 20.

## Seznam skladeb
| Pořadí         | Název                                            | Délka |
| -------------- | ------------------------------------------------ | ----- |
| 1.             | "Disguise"                                       | 3:58  |
| 2.             | "Headache"                                       | 3:29  |
| 3.             | "</c0de>"                                        | 3:49  |
| 4.             | "Thoughts & Prayers"                             | 4:01  |
| 5.             | "Legacy"                                         | 3:33  |
| 6.             | "Undead Ahead 2: The Tale of the Midnight Ride"  | 4:34  |
| 7.             | "Holding on to Smoke"                            | 4:14  |
| 8.             | "Another Life"                                   | 3:25  |
| 9.             | "Broadcasting from Beyond the Grave: Death Inc." | 3:54  |
| 10.            | "Brand New Numb"                                 | 3:42  |
| 11.            | "Catharsis"                                      | 3:52  |
| Celková délka: | Celková délka:                                   | 42:31 |

| Pořadí         | Název                                  | Délka |
| -------------- | -------------------------------------- | ----- |
| 1.             | "Somebody Told Me" (The Killers cover) | 3:19  |
| Celková délka: | Celková délka:                         | 45:50 |

## Obsazení
Motionless in White
- Chris "Motionless" Cerulli – zpěv, doprovodná kytara
- Ryan Sitkowski – sólová kytara, basová kytara, doprovodné vokály
- Ricky "Horror" Olson – doprovodná kytara, basová kytara, doprovodné vokály
- Vinny Mauro – bicí (uveden, ale na albu se nepodílel, pouze na koncertech)
- Justin Morrow – basová kytara (uveden, ale na albu se nepodílel, pouze na koncertech)

Ostatní hudebníci
- Tom Hane – bicí[4]